# Leptocolea
Leptocolea là một chi rêu trong họ Lejeuneaceae.